# Chanson réaliste

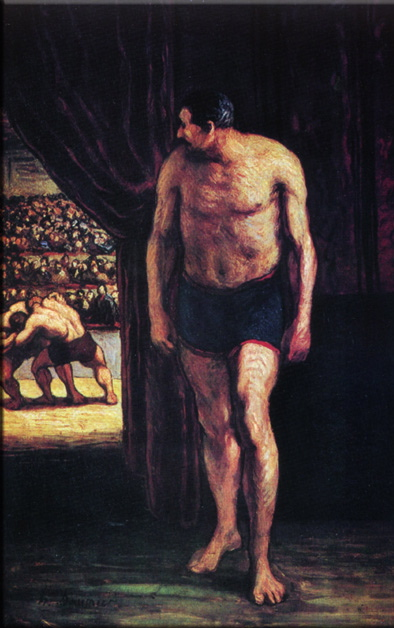
Lutteurs de cirque - Honore Daumier

La chanson réaliste est un genre musical apparu en France au milieu du XIXe siècle. Elle connaît un premier âge d'or dans les années 1880-1910 dans le sillage du succès de la chanson montmartroise et un second âge d'or pendant l'entre-deux-guerres, grâce au succès d'interprètes principalement féminines comme Fréhel, Damia puis Édith Piaf.
La « chanson réaliste » synthétise différentes influences musicales antérieures, tout en développant un imaginaire singulier autour des marges sociales qui fascinent alors la société de la IIIe République. Héritière des complaintes d'Ancien Régime, de la chanson populaire et révolutionnaire du XIXe siècle, le genre « réaliste » se distingue du reste de la musique légère produite à la même époque (opérette et chanson comique de café-concert) par des textes inspirés de l'univers de la rue parisienne et de ses bas-fonds.
Les thèmes récurrents de ces chansons traitent de sujets dramatiques empreints d'une noirceur certaine. Leurs personnages sont généralement prisonniers de leur misère, de leur condition sociale (basse), de leur passion amoureuse...

## Historique

### Origines
Aristide Bruant est considéré très tôt comme le principal initiateur du genre réaliste, par la critique de spectacle, qui compare volontiers ses chansons aux chansons sociales et révolutionnaires que Pierre Dupont, proche de Gustave Courbet et de Charles Baudelaire au moment où ceux-ci cherchaient à théoriser le « réalisme » en peinture et en poésie, a composées dans les années 1848-1850. Aristide Bruant s'inspire des expériences poétiques initiées par les héritiers du Parnasse au cabaret des Hydropathes puis au Chat Noir, en particulier des chansons macabres que composent et chantent Maurice Rollinat, Maurice Mac-Nab et Jules Jouy, avec qui Bruant a véritablement lancé sa carrière d'auteur-compositeur-interprète. À la fin des années 1880, Aristide Bruant fonde son propre cabaret, Le Mirliton, situé à Montmartre, où il s’invente un personnage de cabaretier bourru, chantant en langage argotique le sort tragique de la masse des ouvriers, urbains, née de l'exode rural et de la première Révolution industrielle, des apaches et des filles perdues.
Par les reprises de son répertoire par Eugénie Buffet et Yvette Guilbert, le genre commence à se féminiser. Ces deux interprètes se disputent la création du personnage de la « Pierreuse », prostituée des barrières. Les chansons de Bruant se diffusent ainsi au-delà des cabarets artistiques au public choisi, en particulier sur les grandes scènes de café-concert. De plus en plus d’auteurs se mettent à composer des chansons dites « réalistes », comme Gaston Gabaroche, Léo Daniderff, Benech et Dumont, tandis qu’émerge une nouvelle génération d’interprètes qui débutent à la scène dans les années 1910, parmi lesquelles Fréhel en 1905 et Damia en 1912. Ces chanteuses à la voix grave et puissante triomphent en jouant, en vivant leurs chansons qui deviennent alors de véritables mélos.

### Entre-deux-guerres
Après la Première Guerre mondiale, le genre est relancé grâce à la diffusion massive du disque et à la radio. Tandis que Fréhel et Damia triomphent dans ce répertoire sombre, inspirant à leur tour la jeune génération (Édith Piaf débute en 1935 en reprenant le répertoire de ses deux modèles au cabaret Juan les Pins de la rue Pigalle), d’autres artistes commencent à détourner et parodier les excès mélodramatiques des chansons réalistes. Georgius, Mistinguett, Maurice Chevalier reprennent parfois les thèmes et personnages typiques des chansons réalistes en y introduisant de l'humour et de la légèreté (On l’appelait Fleur-des-fortifs, Je cherche un millionnaire, Prosper (Yop la  boum)). Dans Je cherche un millionnaire, Mistinguett, dans le genre revue avec bijoux, plumes d'autruches et boys en habit et haut-de-forme, chante la joie qui est celle de vivre dans la ville lumière, et, peut-être un jour, d’épouser un millionnaire. Ainsi, si la chanson réaliste aime à décrire la misère matérielle du peuple, Mistinguett, par opposition, chante le rêve d'une vie facile.

### Déclin et postérité
Le genre réaliste amorce son déclin dès la fin des années 1930, malgré quelques grands succès comme Mon amant de Saint-Jean (Lucienne Delyle) et la présence d'interprète importantes comme Lys Gauty, Berthe Sylva et Suzy Solidor. De moins en moins de chansons sur ces thèmes sont alors composées, mais l’après-Seconde Guerre mondiale voit un léger regain d’intérêt, souvent par la parodie. On peut citer Les Crayons (1945), interprétés par Bourvil, qui reprend nombre des tics de la chanson réaliste. D'apparence à la fois triste et naïve, elle narre en effet l’histoire malheureuse d’une orpheline de Ménilmontant vendant à la sauvette des crayons, séduite par un bourgeois qui l’abandonne une fois enceinte - l'enfant de cette fille-mère subissant à son tour une « destinée fatale ».
Surtout, la chanson réaliste inspire la nouvelle génération d’auteurs-compositeurs-interprètes qui débute dans les cabarets de la Rive Gauche. Tandis qu'Édith Piaf triomphe sur toutes les grandes scènes de music-hall, Juliette Gréco et Barbara font leurs débuts en reprenant certains codes des chanteuses réalistes, notamment le choix de robes noires simples, tout en détournant ironiquement le contenu mélodramatique des authentiques chansons réalistes.
Georgette Plana, Georgette Lemaire et Mireille Mathieu quant à elles sont des continuatrices : elles reprennent une partie du répertoire d'Édith Piaf pour débuter leur carrière.
À partir de la fin des années 1970, Renaud reprend les codes narratifs et l'univers de la chanson réaliste. Cependant, il substitue au ton mélodramatique un humour influencé, par exemple, par la bande dessinée, et, à l'amour passionnel la tendresse. Il y ajoute aussi un vrai discours politique et un travail sur la langue, le narrateur montrant qu'il n'est pas dupe de ce qu'il est en train de faire. Marc Ogeret et Monique Morelli sont également des continuateurs importants dans le versant social de la chanson réaliste.

### Principaux interprètes
- Aristide Bruant
- Eugénie Buffet
- Paul Dalbret
- Damia
- Pierre Dupont
- Fréhel
- Yvonne George
- Georgius
- Yvette Guilbert
- Jules Jouy
- Cora Madou
- Marianne Oswald
- Édith Piaf
- Marie Reyland
- Berthe Sylva